# Grand Prix Bahrajnu 2019
Grand Prix Bahrajnu 2019, oficjalnie Formula 1 Gulf Air Bahrain Grand Prix 2019 – druga runda Mistrzostw Świata Formuły 1 w sezonie 2019. Grand Prix odbyło się w dniach 29–31 marca 2019 roku na torze Bahrain International Circuit w Sakhir. Wyścig wygrał Lewis Hamilton (Mercedes), a na podium stanęli kolejno Valteri Bottas (Mercedes) i Charles Leclerc (Ferrari).

## Lista startowa
| Nr | Kierowca           | Zespół                           | Samochód                      | Silnik           | Opony |
| -- | ------------------ | -------------------------------- | ----------------------------- | ---------------- | ----- |
| 3  | Daniel Ricciardo   | Renault F1 Team                  | Renault R.S.19                | Renault 1.6T V6  | P     |
| 4  | Lando Norris       | McLaren F1 Team                  | McLaren MCL34                 | Renault 1.6T V6  | P     |
| 5  | Sebastian Vettel   | Scuderia Ferrari Mission Winnow  | Ferrari SF90                  | Ferrari 1.6T V6  | P     |
| 7  | Kimi Räikkönen     | Alfa Romeo Racing                | Alfa Romeo C38                | Ferrari 1.6T V6  | P     |
| 8  | Romain Grosjean    | Rich Energy Haas F1 Team         | Haas VF-19                    | Ferrari 1.6T V6  | P     |
| 10 | Pierre Gasly       | Aston Martin Red Bull Racing     | Red Bull RB15                 | Honda 1.6T V6    | P     |
| 11 | Sergio Pérez       | SportPesa Racing Point F1 Team   | Racing Point RP19             | Mercedes 1.6T V6 | P     |
| 16 | Charles Leclerc    | Scuderia Ferrari Mission Winnow  | Ferrari SF90                  | Ferrari 1.6T V6  | P     |
| 18 | Lance Stroll       | SportPesa Racing Point F1 Team   | Racing Point RP19             | Mercedes 1.6T V6 | P     |
| 20 | Kevin Magnussen    | Rich Energy Haas F1 Team         | Haas VF-19                    | Ferrari 1.6T V6  | P     |
| 23 | Alexander Albon    | Red Bull Toro Rosso Honda        | Toro Rosso STR14              | Honda 1.6T V6    | P     |
| 26 | Daniił Kwiat       | Red Bull Toro Rosso Honda        | Toro Rosso STR14              | Honda 1.6T V6    | P     |
| 27 | Nico Hülkenberg    | Renault F1 Team                  | Renault R.S.19                | Renault 1.6T V6  | P     |
| 33 | Max Verstappen     | Aston Martin Red Bull Racing     | Red Bull RB15                 | Honda 1.6T V6    | P     |
| 44 | Lewis Hamilton     | Mercedes-AMG Petronas Motorsport | Mercedes AMG F1 W10 EQ Power+ | Mercedes 1.6T V6 | P     |
| 55 | Carlos Sainz Jr.   | McLaren F1 Team                  | McLaren MCL34                 | Renault 1.6T V6  | P     |
| 63 | George Russell     | ROKiT Williams Racing            | Williams FW42                 | Mercedes 1.6T V6 | P     |
| 77 | Valtteri Bottas    | Mercedes-AMG Petronas Motorsport | Mercedes AMG F1 W10 EQ Power+ | Mercedes 1.6T V6 | P     |
| 88 | Robert Kubica      | ROKiT Williams Racing            | Williams FW42                 | Mercedes 1.6T V6 | P     |
| 99 | Antonio Giovinazzi | Alfa Romeo Racing                | Alfa Romeo C38                | Ferrari 1.6T V6  | P     |
| Nr | Kierowca           | Zespół                           | Samochód                      | Silnik           | Opony |

## Wyniki

### Zwycięzcy sesji treningowych
| Sesja       | Nr | Kierowca         | Konstruktor | Czas     | Okr. |
| ----------- | -- | ---------------- | ----------- | -------- | ---- |
| 1           | 16 | Charles Leclerc  | Ferrari     | 1:30,354 | 20   |
| 2           | 5  | Sebastian Vettel | Ferrari     | 1:28,846 | 32   |
| 3           | 16 | Charles Leclerc  | Ferrari     | 1:29,569 | 15   |
| Źródło: FIA |    |                  |             |          |      |

### Kwalifikacje
| P                    | Nr | Kierowca           | Konstruktor  | Czasy w kwalifikacjach | Czasy w kwalifikacjach | Czasy w kwalifikacjach | Poz. s. |
| P                    | Nr | Kierowca           | Konstruktor  | Q1                     | Q2                     | Q3                     | Poz. s. |
| -------------------- | -- | ------------------ | ------------ | ---------------------- | ---------------------- | ---------------------- | ------- |
| 1                    | 16 | Charles Leclerc    | Ferrari      | 1:28,495               | 1:28,046               | 1:27,866               | 1       |
| 2                    | 5  | Sebastian Vettel   | Ferrari      | 1:28,733               | 1:28,356               | 1:28,160               | 2       |
| 3                    | 44 | Lewis Hamilton     | Mercedes     | 1:29,262               | 1:28,578               | 1:28,190               | 3       |
| 4                    | 77 | Valtteri Bottas    | Mercedes     | 1:29,498               | 1:28,830               | 1:28,256               | 4       |
| 5                    | 33 | Max Verstappen     | Red Bull     | 1:29,579               | 1:29,109               | 1:28,752               | 5       |
| 6                    | 20 | Kevin Magnussen    | Haas         | 1:29,532               | 1:29,017               | 1:28,757               | 6       |
| 7                    | 55 | Carlos Sainz Jr.   | McLaren      | 1:29,528               | 1:29,055               | 1:28,813               | 7       |
| 8                    | 8  | Romain Grosjean    | Haas         | 1:29,688               | 1:29,249               | 1:29,015               | 11      |
| 9                    | 7  | Kimi Räikkönen     | Alfa Romeo   | 1:29,959               | 1:29,471               | 1:29,022               | 8       |
| 10                   | 4  | Lando Norris       | McLaren      | 1:29,381               | 1:29,258               | 1:29,043               | 9       |
| 11                   | 3  | Daniel Ricciardo   | Renault      | 1:29,859               | 1:29,488               |                        | 10      |
| 12                   | 23 | Alexander Albon    | Toro Rosso   | 1:29,514               | 1:29,513               |                        | 12      |
| 13                   | 10 | Pierre Gasly       | Red Bull     | 1:29,900               | 1:29,526               |                        | 13      |
| 14                   | 11 | Sergio Pérez       | Racing Point | 1:29,893               | 1:29,756               |                        | 14      |
| 15                   | 26 | Daniił Kwiat       | Toro Rosso   | 1:29,876               | 1:29,854               |                        | 15      |
| 16                   | 99 | Antonio Giovinazzi | Alfa Romeo   | 1:30,026               |                        |                        | 16      |
| 17                   | 27 | Nico Hülkenberg    | Renault      | 1:30,034               |                        |                        | 17      |
| 18                   | 18 | Lance Stroll       | Racing Point | 1:30,217               |                        |                        | 18      |
| 19                   | 63 | George Russell     | Williams     | 1:31,759               |                        |                        | 19      |
| 20                   | 88 | Robert Kubica      | Williams     | 1:31,799               |                        |                        | 20      |
| 107% czasu: 1:34,689 |    |                    |              |                        |                        |                        |         |
| Źródło: FIA          |    |                    |              |                        |                        |                        |         |

Uwagi
1. ↑  Romain Grosjean otrzymał karę cofnięcia o 3 pozycje za zablokowanie Landa Norrisa w pierwszej części kwalifikacji.

### Wyścig
| P                    | Nr | Kierowca           | Konstruktor  | Okr. | Czas                 | Start | +/–       | Pit | Opony                                                                     | Punkty |
| -------------------- | -- | ------------------ | ------------ | ---- | -------------------- | ----- | --------- | --- | ------------------------------------------------------------------------- | ------ |
| 1                    | 44 | Lewis Hamilton     | Mercedes     | 57   | 1:34:21,295          | 3     | 2         | 2   | Miękka (używana) · Miękka (nowa) · Miękka (nowa)                          | 25     |
| 2                    | 77 | Valtteri Bottas    | Mercedes     | 57   | +2,980               | 4     | 2         | 2   | Miękka (używana) · Pośrednia (nowa) · Miękka (używana)                    | 18     |
| 3                    | 16 | Charles Leclerc    | Ferrari      | 57   | +6,131               | 1     | 2         | 2   | Miękka (używana) · Pośrednia (nowa) · Pośrednia (nowa)                    | 15+1   |
| 4                    | 33 | Max Verstappen     | Red Bull     | 57   | +6,408               | 5     | 1         | 2   | Miękka (używana) · Pośrednia (nowa) · Pośrednia (nowa)                    | 12     |
| 5                    | 5  | Sebastian Vettel   | Ferrari      | 57   | +36,068              | 2     | 3         | 3   | Miękka (używana) · Pośrednia (nowa) · Pośrednia (nowa) · Miękka (używana) | 10     |
| 6                    | 4  | Lando Norris       | McLaren      | 57   | +45,754              | 9     | 3         | 2   | Miękka (używana) · Pośrednia (nowa) · Miękka (używana)                    | 8      |
| 7                    | 7  | Kimi Räikkönen     | Alfa Romeo   | 57   | +47,470              | 8     | 1         | 2   | Miękka (używana) · Pośrednia (nowa) · Miękka (używana)                    | 6      |
| 8                    | 10 | Pierre Gasly       | Red Bull     | 57   | +58,094              | 13    | 5         | 2   | Miękka (używana) · Miękka (nowa) · Pośrednia (nowa)                       | 4      |
| 9                    | 23 | Alexander Albon    | Toro Rosso   | 57   | +1:02,697            | 12    | 3         | 2   | Miękka (używana) · Miękka (nowa) · Pośrednia (nowa)                       | 2      |
| 10                   | 11 | Sergio Pérez       | Racing Point | 57   | +1:03,696            | 14    | 4         | 2   | Miękka (nowa) · Pośrednia (nowa) · Pośrednia (nowa)                       | 1      |
| 11                   | 99 | Antonio Giovinazzi | Alfa Romeo   | 57   | +1:04,599            | 16    | 5         | 2   | Miękka (nowa) · Pośrednia (nowa) · Miękka (nowa)                          |        |
| 12                   | 26 | Daniił Kwiat       | Toro Rosso   | 56   | +1 okrążenie         | 15    | 3         | 2   | Miękka (nowa) · Pośrednia (nowa) · Miękka (nowa)                          |        |
| 13                   | 20 | Kevin Magnussen    | Haas         | 56   | +1 okrążenie         | 6     | 7         | 2   | Miękka (używana) · Pośrednia (nowa) · Miękka (używana)                    |        |
| 14                   | 18 | Lance Stroll       | Racing Point | 56   | +1 okrążenie         | 18    | 4         | 2   | Miękka (nowa) · Pośrednia (nowa) · Pośrednia (nowa)                       |        |
| 15                   | 63 | George Russell     | Williams     | 56   | +1 okrążenie         | 19    | 4         | 2   | Miękka (nowa) · Pośrednia (nowa) · Pośrednia (nowa)                       |        |
| 16                   | 88 | Robert Kubica      | Williams     | 55   | +2 okrążenia         | 20    | 4         | 2   | Pośrednia (nowa) · Miękka (nowa) · Pośrednia (używana)                    |        |
| 17                   | 27 | Nico Hülkenberg    | Renault      | 53   | NU (silnik)          | 17    | Bez zmian | 2   | Miękka (nowa) · Miękka (nowa) · Pośrednia (nowa)                          |        |
| 18                   | 3  | Daniel Ricciardo   | Renault      | 53   | NU (utrata mocy)     | 10    | 8         | 1   | Miękka (nowa) · Pośrednia (nowa)                                          |        |
| 19                   | 55 | Carlos Sainz Jr.   | McLaren      | 53   | NU (skrzynia biegów) | 7     | 12        | 3   | Miękka (używana) · Pośrednia (nowa) · Twarda (używana) · Miękka (używana) |        |
| NS                   | 8  | Romain Grosjean    | Haas         | 16   | NU (uszkodzenia)     | 11    |           | 1   | Miękka (używana) · Pośrednia (nowa)                                       |        |
| Źródło: FIA, Pirelli |    |                    |              |      |                      |       |           |     |                                                                           |        |

Uwagi
1. ↑  Dodatkowy 1 punkt jest przyznawany kierowcy, który ustanowił najszybsze okrążenie w wyścigu, pod warunkiem, że ukończył wyścig w pierwszej 10.
2. 1 2 3  Nie ukończył, ale został sklasyfikowany ze względu na przejechanie więcej niż 90% dystansu wyścigu.

### Najszybsze okrążenie
| Nr          | Kierowca        | Konstruktor | Czas     | Okr. |
| ----------- | --------------- | ----------- | -------- | ---- |
| 16          | Charles Leclerc | Ferrari     | 1:33,411 | 38   |
| Źródło: FIA |                 |             |          |      |

### Prowadzenie w wyścigu
| Nr                              | Kierowca         | Konstruktor | Okrążenia  | Suma |
| ------------------------------- | ---------------- | ----------- | ---------- | ---- |
| 5                               | Sebastian Vettel | Ferrari     | 1-5, 14    | 6    |
| 16                              | Charles Leclerc  | Ferrari     | 6-13,15-47 | 41   |
| 44                              | Lewis Hamilton   | Mercedes    | 48-57      | 10   |
| \| Wykres \| \| ------ \| \| \| |                  |             |            |      |
| Źródło: FIA                     |                  |             |            |      |
| Wykres                          |                  |             |            |      |
|                                 |                  |             |            |      |

## Klasyfikacja po wyścigu

### Kierowcy
Źródło: FIA
| P                 | +/− | Kierowca           | Starty | Punkty | P1 | P2 | P3 | PP | NO | NS |
| ----------------- | --- | ------------------ | ------ | ------ | -- | -- | -- | -- | -- | -- |
| 1                 | 0   | Valtteri Bottas    | 2      | 44     | 1  | 1  | –  | –  | 1  | –  |
| 2                 | 0   | Lewis Hamilton     | 2      | 43     | 1  | 1  | –  | 1  | –  | –  |
| 3                 | 0   | Max Verstappen     | 2      | 27     | –  | –  | 1  | –  | –  | –  |
| 4                 | +1  | Charles Leclerc    | 2      | 26     | –  | –  | 1  | 1  | 1  | –  |
| 5                 | −1  | Sebastian Vettel   | 2      | 22     | –  | –  | –  | –  | –  | –  |
| 6                 | +2  | Kimi Räikkönen     | 2      | 10     | –  | –  | –  | –  | –  | –  |
| 7                 | +5  | Lando Norris       | 2      | 8      | –  | –  | –  | –  | –  | –  |
| 8                 | −2  | Kevin Magnussen    | 2      | 8      | –  | –  | –  | –  | –  | –  |
| 9                 | −2  | Nico Hülkenberg    | 2      | 6      | –  | –  | –  | –  | –  | –  |
| 10                | +1  | Pierre Gasly       | 2      | 4      | –  | –  | –  | –  | –  | –  |
| 11                | −2  | Lance Stroll       | 2      | 2      | –  | –  | –  | –  | –  | –  |
| 12                | +2  | Alexander Albon    | 2      | 2      | –  | –  | –  | –  | –  | –  |
| 13                | −3  | Daniił Kwiat       | 2      | 1      | –  | –  | –  | –  | –  | –  |
| 14                | −1  | Sergio Pérez       | 2      | 1      | –  | –  | –  | –  | –  | –  |
| 15                | 0   | Antonio Giovinazzi | 2      | 0      | –  | –  | –  | –  | –  | –  |
| 16                | 0   | George Russell     | 2      | 0      | –  | –  | –  | –  | –  | –  |
| 17                | 0   | Robert Kubica      | 2      | 0      | –  | –  | –  | –  | –  | –  |
| 18                | N   | Daniel Ricciardo   | 2      | 0      | –  | –  | –  | –  | –  | 1  |
| 19                | N   | Carlos Sainz Jr.   | 2      | 0      | –  | –  | –  | –  | –  | 1  |
| Niesklasyfikowani |     |                    |        |        |    |    |    |    |    |    |
| –                 |     | Romain Grosjean    | 2      | –      | –  | –  | –  | –  | –  | 2  |
| P                 | +/− | Kierowca           | Starty | Punkty | P1 | P2 | P3 | PP | NO | NS |

### Konstruktorzy
Źródło: FIA
| P  | +/− | Konstruktor               | Starty | Punkty | P1 | P2 | P3 | PP | NO | NS |
| -- | --- | ------------------------- | ------ | ------ | -- | -- | -- | -- | -- | -- |
| 1  | 0   | Mercedes                  | 4      | 87     | 2  | 2  | –  | 1  | 1  | –  |
| 2  | 0   | Ferrari                   | 4      | 48     | –  | –  | 1  | 1  | 1  | –  |
| 3  | 0   | Red Bull Racing-Honda     | 4      | 31     | –  | –  | 1  | –  | –  | –  |
| 4  | +2  | Alfa Romeo Racing-Ferrari | 4      | 10     | –  | –  | –  | –  | –  | –  |
| 5  | +4  | McLaren-Renault           | 4      | 8      | –  | –  | –  | –  | –  | 1  |
| 6  | −2  | Haas-Ferrari              | 4      | 8      | –  | –  | –  | –  | –  | 2  |
| 7  | −2  | Renault                   | 4      | 6      | –  | –  | –  | –  | –  | 1  |
| 8  | 0   | Scuderia Toro Rosso-Honda | 4      | 3      | –  | –  | –  | –  | –  | –  |
| 9  | −2  | Racing Point-BWT Mercedes | 4      | 3      | –  | –  | –  | –  | –  | –  |
| 10 | 0   | Williams-Mercedes         | 4      | 0      | –  | –  | –  | –  | –  | –  |
| P  | +/− | Konstruktor               | Starty | Punkty | P1 | P2 | P3 | PP | NO | NS |